# Euler-Poisson-Gleichungen
Die Euler-Poisson-Gleichungen nach Leonhard Euler und Siméon Denis Poisson sind die in der Kreiseltheorie benutzten Bewegungsgleichungen für den schweren Kreisel mit Stützpunkt. Sie stellen für diesen Kreisel die Komponenten des Drallsatzes und der Zeitableitung der Lotrichtung oder Gewichtskraft im Hauptachsensystem dar.
Die klassische Kreiseltheorie ist fast ausschließlich dem schweren Kreisel mit Stützpunkt gewidmet und es wurde und wird viel Aufwand in das Auffinden exakter Lösungen gesteckt. Im Zeitalter leistungsfähiger Rechenmaschinen haben diese Lösungen nicht mehr die früher berechtigte, zentrale Bedeutung. Heute bereitet es keine Schwierigkeiten, die Euler-Poisson-Gleichungen mit beliebigen Anfangsbedingungen durch Numerische Simulation mit jeder gewünschten Genauigkeit zu berechnen.
Wilhelm Hess konnte 1890 mit Hilfe der Integrale der Bewegung die Richtungskosinus eliminieren. Mit Hilfe dieser Formulierung untersucht die Forschung Anfang des 21. Jahrhunderts die Topologie der Energieflächen des schweren Kreisels mit Stützpunkt.

## Geschichte
Leonhard Euler stellte 1750 die Kreiselgleichungen auf und konnte 1758 bereits eine Lösung – den Euler-Kreisel – angeben. Joseph-Louis Lagrange leistete 1788 einen wichtigen Beitrag durch Lösung der Gleichungen für den symmetrischen schweren Kreisel mit Fixpunkt. Carl Gustav Jacob Jacobi veröffentlichte 1829 die Theorie der Jacobi’schen elliptischen Funktionen und der Theta-Funktionen, mit denen sich die Euler-Poisson-Gleichungen lösen lassen. Sofia Kowalewskaja entdeckte 1888 den letzten durch Theta-Funktionen lösbaren Fall, den schweren, symmetrischen, inhomogenen Kowalewskaja-Kreisel, und reformulierte das Problem mit analytischen Funktionen einer komplexen Zahl.
A. M. Ljapunow bewies 1894, dass die drei Fälle von Euler, Lagrange und Kowalewskaja die einzigen sind, in denen die allgemeine Lösung bei beliebigen Anfangsbedingungen eine eindeutige Funktion der Zeit ist. In anderen Fällen sind die Lösungen für bestimmte Anfangsbedingungen mehrdeutige Funktionen der Zeit. Édouard Husson zeigte 1905, dass der Euler-, Lagrange- und Kowalewskaja-Kreisel die einzigen mit algebraischen ersten Integralen lösbaren Fälle der Euler-Poisson-Gleichungen sind. Darüber hinaus können nur spezielle Bewegungen integrabel sein. Ein viertes algebraisches Integral existiert nur in den Fällen, wo die Lösung eine eindeutige Funktion der Zeit ist.

## Formulierung

### Vektorgleichungen
Das Schweremoment {\displaystyle {\vec {M}}} ergibt sich aus dem Kreuzprodukt × des Hebelarms {\displaystyle {\vec {s}}} vom Stützpunkt zum Massenmittelpunkt mit der Gewichtskraft {\displaystyle {\vec {G}}} des Kreisels:
{\displaystyle {\vec {M}}={\vec {s}}\times {\vec {G}}=-mg{\vec {s}}\times {\hat {e}}_{z}}
Darin ist m die Masse, g die Schwerebeschleunigung und êz der lotrecht nach oben weisende Einheitsvektor. Das Schweremoment wird in den Drallsatz {\displaystyle {\vec {M}}={\dot {\vec {L}}}} eingesetzt:
{\displaystyle -mg{\vec {s}}\times {\hat {e}}_{z}={\dot {\vec {L}}}={\frac {\mathrm {d} _{r}}{\mathrm {d} t}}{\vec {L}}+\underbrace {{\vec {L}}\cdot \mathbf {\Theta } ^{-1}} _{\vec {\omega }}\times {\vec {L}}=\mathbf {\Theta } \cdot {\frac {\mathrm {d} _{r}}{\mathrm {d} t}}{\vec {\omega }}+{\vec {\omega }}\times \underbrace {\mathbf {\Theta } \cdot {\vec {\omega }}} _{\vec {L}}}
Darin ist Θ der Trägheitstensor, Θ –1 seine inverse, {\displaystyle {\vec {\omega }}} die Winkelgeschwindigkeit und {\displaystyle {\vec {L}}} der Drehimpuls des Kreisels bezüglich des Stützpunkts und {\displaystyle {\tfrac {\mathrm {d} _{r}}{\mathrm {d} t}}} bildet die relative Zeitableitung im Hauptachsensystem. Die Eulerʹschen Kreiselgleichungen sind die Komponenten der Vektorgleichung in ebendiesem System im Fall eines beliebigen äußeren Moments.
Die von Poisson entdeckten kinematischen Gleichungen formulieren mathematisch die Konstanz der Lotrichtung im Hauptachsensystem und schreiben sich in Vektorform
{\displaystyle {\dot {\hat {e}}}_{z}={\frac {\mathrm {d} _{r}}{\mathrm {d} t}}{\hat {e}}_{z}+{\vec {\omega }}\times {\hat {e}}_{z}={\frac {\mathrm {d} _{r}}{\mathrm {d} t}}{\hat {e}}_{z}+{\vec {L}}\cdot \mathbf {\Theta } ^{-1}\times {\hat {e}}_{z}={\vec {0}}}
wo {\displaystyle {\tfrac {\mathrm {d} _{r}}{\mathrm {d} t}}} wieder die relative Zeitableitung im Hauptachsensystem bildet. Die Komponenten dieser Gleichung werden zu Ehren ihres Entdeckers Poisson-Gleichungen genannt.

### Euler-Poisson-Gleichungen
Das autonome gewöhnliche Differentialgleichungssystem aus Euler- und Poisson-Gleichungen wird Euler-Poisson-Gleichungen genannt und schreibt sich im Hauptachsensystem
{\displaystyle {\begin{aligned}\Theta _{1}{\dot {\omega }}_{1}+(\Theta _{3}-\Theta _{2})\omega _{2}\omega _{3}={\dot {L}}_{1}+\left({\frac {1}{\Theta _{2}}}-{\frac {1}{\Theta _{3}}}\right)L_{2}L_{3}=&mg(n_{2}s_{3}-n_{3}s_{2})\\\Theta _{2}{\dot {\omega }}_{2}+(\Theta _{1}-\Theta _{3})\omega _{3}\omega _{1}={\dot {L}}_{2}+\left({\frac {1}{\Theta _{3}}}-{\frac {1}{\Theta _{1}}}\right)L_{3}L_{1}=&mg(n_{3}s_{1}-n_{1}s_{3})\\\Theta _{3}{\dot {\omega }}_{3}+(\Theta _{2}-\Theta _{1})\omega _{1}\omega _{2}={\dot {L}}_{3}+\left({\frac {1}{\Theta _{1}}}-{\frac {1}{\Theta _{2}}}\right)L_{1}L_{2}=&mg(n_{1}s_{2}-n_{2}s_{1})\end{aligned}}}
{\displaystyle {\begin{aligned}{\dot {n}}_{1}=&\omega _{3}n_{2}-\omega _{2}n_{3}={\frac {L_{3}}{\Theta _{3}}}n_{2}-{\frac {L_{2}}{\Theta _{2}}}n_{3}\\{\dot {n}}_{2}=&\omega _{1}n_{3}-\omega _{3}n_{1}={\frac {L_{1}}{\Theta _{1}}}n_{3}-{\frac {L_{3}}{\Theta _{3}}}n_{1}\\{\dot {n}}_{3}=&\omega _{2}n_{1}-\omega _{1}n_{2}={\frac {L_{2}}{\Theta _{2}}}n_{1}-{\frac {L_{1}}{\Theta _{1}}}n_{2}\end{aligned}}}
Der Überpunkt bildet die Zeitableitung, mg ist die Gewichtskraft und für k = 1,2,3 ist jeweils
- ωk die Komponente der Winkelgeschwindigkeit,
- Lk die Komponente des Drehimpulses,
- sk die Komponente des Massenmittelpunkts,
- nk die Komponente des Einheitsvektors êz und
- Θk ein Hauptträgheitsmoment des Kreisels

im Hauptachsensystem. Häufig werden
- die Hauptträgheitsmomente Θ1,2,3 mit A, B bzw. C,
- die Winkelgeschwindigkeiten ω1,2,3 mit p, q bzw. r und
- die Richtungskosinus n1,2,3 mit γ1,2,3 oder γ, γ', γ", gelegentlich auch mit umgekehrtem Vorzeichen

bezeichnet. Manchmal werden die Kreiselgleichungen durch die Gewichtskraft dividiert oder der Faktor mg den Richtungskosinus zugeschlagen, sodass in den obigen Formeln dieser Faktor nicht mehr auftritt.

### Berechnung des Präzessionswinkels
Weil die Lotrichtung vom Präzessionswinkel ψ der Drehung um die Lotrichtung unabhängig ist, kann aus den Euler-Poisson-Gleichungen der Präzessionswinkel nicht berechnet werden. Er kann jedoch mit der Differentialgleichung
{\displaystyle {\dot {\psi }}={\frac {n_{1}\omega _{1}+n_{2}\omega _{2}}{n_{1}^{2}+n_{2}^{2}}}}
zeitgleich oder nachträglich ermittelt werden.

## Integrale der Bewegung
Bei jedem schweren Kreisel mit Stützpunkt ist die Norm des Richtungsvektors der Lotrichtung, der Drehimpuls in Lotrichtung und die Gesamtenergie E konstant:
{\displaystyle {\begin{array}{rll}{\hat {e}}_{z}\cdot {\hat {e}}_{z}=&n_{1}^{2}+n_{2}^{2}+n_{3}^{2}=1&={\text{const.}}\\L_{z}:=&{\vec {L}}\cdot {\hat {e}}_{z}=\Theta _{1}\omega _{1}n_{1}+\Theta _{2}\omega _{2}n_{2}+\Theta _{3}\omega _{3}n_{3}&={\text{const.}}\\E:=&{\frac {1}{2}}(\Theta _{1}\omega _{1}^{2}+\Theta _{2}\omega _{2}^{2}+\Theta _{3}\omega _{3}^{2})+mg(s_{1}n_{1}+s_{2}n_{2}+s_{3}n_{3})&={\text{const.}}\end{array}}}
Die Konstanten sind Integrale der Bewegung und werden in der Kreiseltheorie kurz Integrale genannt, die ersten beiden auch Casimir-Invarianten. Das zweite Integral Lz heißt nach dem Drall- oder Flächensatz auch Drall- bzw. Flächenintegral. Es ist Konstant weil das Schweremoment keine Komponente in Lotrichtung hat. Die Gesamtenergie E wird in der analytischen Mechanik auch als Hamilton-Funktion bezeichnet. Sie ist konstant weil das Schwerefeld der Erde konservativ ist und somit die Kreiselbewegung den Energieerhaltungssatz befolgt. Die Unveränderlichkeit der Integrale lässt sich auch durch Zeitableitung und Einsetzen der Euler-Poisson-Gleichungen nachweisen.

## Hess’sche Gleichungen
Wilhelm Hess hat 1890 in seinem Aufsatz, in dem er das loxodromische Pendel einführte, alternative Formulierungen veröffentlicht. Es gelang ihm die Richtungskosinus n1,2,3 mit den Integralen und dem Drehimpuls auszudrücken:
{\displaystyle {\begin{aligned}{\hat {e}}_{z}=&\zeta _{1}{\vec {L}}+\zeta _{2}{\vec {s}}+\zeta _{3}{\vec {s}}\times {\vec {L}}\\\zeta _{1}=&{\frac {mg|{\vec {s}}|^{2}L_{z}+L_{s}(T-E)}{mg|{\vec {s}}\times {\vec {L}}|^{2}}}\\\zeta _{2}=&{\frac {|{\vec {L}}|^{2}(E-T)-mgL_{s}L_{z}}{mg|{\vec {s}}\times {\vec {L}}|^{2}}}\\\zeta _{3}=&{\frac {\sqrt {f}}{|{\vec {s}}\times {\vec {L}}|^{2}}}\\f=&|{\vec {s}}\times {\vec {L}}|^{2}-\left|{\frac {E-T}{mg}}{\vec {L}}-L_{z}{\vec {s}}\right|^{2}\end{aligned}}}
Darin ist T die Rotationsenergie, die gleich dem ersten Summanden im obigen Integral E ist, und {\displaystyle L_{s}:={\vec {L}}\cdot {\vec {s}}}. Damit entsteht Hess’ Bewegungsgleichung (6):
{\displaystyle {\dot {\vec {L}}}=-mg{\vec {s}}\times {\hat {e}}_{z}=-mg[\zeta _{1}{\vec {s}}\times {\vec {L}}+\zeta _{3}{\vec {s}}\times ({\vec {s}}\times {\vec {L}})]}
die nur noch vom Drehimpuls oder der Winkelgeschwindigkeit abhängt. Es ist erwiesen, dass √f ein integrierender Faktor für diese Gleichung ist, weswegen schon ein weiteres Integral genügt, um die Bewegungsgleichungen zu lösen. Die Funktion f ist für die Topologie der Energieflächen bedeutsam.
Hess konnte auch schon
{\displaystyle {\frac {\mathrm {d} }{\mathrm {d} t}}|{\vec {L}}|^{2}=2mg{\sqrt {f}}}
angeben. In seinen Gleichungen (8) ersetzte er die Winkelgeschwindigkeiten durch das Drehimpulsbetragsquadrat {\displaystyle \nu :=|{\vec {L}}|^{2}}, die Projektion des Drehimpulses auf die Schwereachse {\displaystyle \rho :={\vec {L}}\cdot {\vec {s}}} und die Rotationsenergie T:
{\displaystyle {\begin{aligned}{\dot {\nu }}^{2}=&4(mg)^{2}(|{\vec {s}}|^{2}\nu -\rho ^{2})+4mgL_{z}[\rho (E-T)-mgL_{z}|{\vec {s}}|^{2}]\\&+4(E-T)[mgL_{z}\rho +\nu (T-E)]\\{\dot {\rho }}^{2}=&|{\vec {s}}|^{2}(\nu |{\vec {\omega }}|^{2}-4T^{2})+\rho (2T\omega _{s}-\rho |{\vec {\omega }}|^{2})+\omega _{s}(2T\rho -\nu \omega _{s})\\{\dot {T}}=&{\frac {{\frac {1}{2}}(2|{\vec {s}}|^{2}T-\rho \omega _{s}){\dot {\nu }}+[(E-T)\rho -mg|{\vec {s}}|^{2}L_{z}]{\dot {\rho }}}{|{\vec {s}}|^{2}\nu -\rho ^{2}}}\end{aligned}}}
Darin ist {\displaystyle \omega _{s}={\vec {\omega }}\cdot {\vec {s}}}. Ähnliche Gleichungen fand P. A. Schiff 1904. Die Gleichungen sind äquivalent zu den Euler-Poisson-Gleichungen, vorausgesetzt es werden keine Nebenbedingungen an die Variablen ν, ρ und T gestellt.

## Zusammenhang mit der Riccatischen Differentialgleichung
Bei gefundenen oder gegebenen Winkelgeschwindigkeiten ω1,2,3 stellt sich die Frage nach den entsprechenden Richtungskosinus n1,2,3. Nach Gaston Darboux empfiehlt sich die Lösung mittels der Riccatischen Differentialgleichung. Dazu wird mit der imaginären Einheit i und unbekannten Funktionen x und y
{\displaystyle n_{1}={\frac {1-xy}{x-y}},\;n_{2}=\mathrm {i} {\frac {1+xy}{x-y}},\;n_{3}={\frac {x+y}{x-y}}}
gesetzt. Die Funktionen x und y sind infolge dessen Integrale der Riccatischen Differentialgleichung
{\displaystyle {\dot {\sigma }}={\frac {1}{2}}(\omega _{2}-\mathrm {i} \omega _{1})-\mathrm {i} \omega _{3}\sigma +{\frac {1}{2}}(\omega _{2}+\mathrm {i} \omega _{1})\sigma ^{2}}
Diese lässt sich durch Quadraturen integrieren, sobald ein partikuläres Integral von ihr bekannt ist.

## Lösungen der Euler-Poisson-Gleichungen
Für die technische Anwendung gibt es bedeutsame Spezialfälle, bei denen sich die Euler-Poisson-Gleichungen soweit vereinfachen, dass sie integrabel sind. In diesen Fällen weisen die Trajektorien des Kreisels einen zumindest quasi-periodischen Verlauf auf, können die verschiedenen Bewegungsmodi klassifiziert und die Zeitfunktionen der Variablen sowie ihre geometrische Bedeutung angegeben werden. Insbesondere beim Kowalewskaja-Kreisel und im Gorjatschew-Tschaplygin-Kreisel sind die analytischen Lösungen so kompliziert, dass die Herausarbeitung der vorgenannten typischen Eigenschaften der Bewegung äußerst aufwändig ist. Hier helfen topologische Analyse (Bifurkationsdiagramm), Stabilitätsanalyse, Phasenraum-Diagramme und Computeranimationen dabei, Einblicke in die Vorgänge im Kreisel zu erhalten und deren typischen Eigenschaften heraus zu arbeiten. Die so erzielten Ergebnisse können praktische Anwendungen motivieren.
Die folgende Tabelle enthält eine Auswahl räumlicher Bewegungen von Kreiseln, in denen bis Anfang des 21. Jahrhunderts exakte Lösungen der Euler-Poisson-Gleichungen gelungen sind.
| Entdecker                                                       | Hauptträgheits- momente | Lage des Schwerpunkts                                                         | Anfangsbedingungen (t = 0)                                                                                                   |
| --------------------------------------------------------------- | ----------------------- | ----------------------------------------------------------------------------- | --- |
| Leonhard Euler siehe Euler-Kreisel                              | beliebig                | s1=s2=s3=0                                                                    | beliebig |
| Joseph-Louis Lagrange siehe Lagrange-Kreisel                    | A=B                     | s1=s2=0, s3≠0                                                                 | beliebig |
| Sofia Kowalewskaja siehe Kowalewskaja-Kreisel                   | A=B=2C                  | {\displaystyle s_{1}^{2}+s_{2}^{2}\neq 0,\,s_{3}=0}                           | beliebig |
| Wilhelm Hess siehe Hesssches Pendel                             | beliebig                | {\displaystyle {\frac {s_{1}}{s_{3}}}={\sqrt {\tfrac {C(A-B)}{A(B-C)}}}} s2=0 | {\displaystyle {\vec {L}}\cdot {\vec {s}}=0}                                                                                 |
| Gorjatschew und Chaplygin siehe Gorjatschew-Tschaplygin-Kreisel | A=B=4C                  | {\displaystyle s_{1}^{2}+s_{2}^{2}\neq 0,\,s_{3}=0}                           | Lz=0 |
| Merzalow                                                        | A=B=4C                  | {\displaystyle s_{1}^{2}+s_{2}^{2}\neq 0,\,s_{3}=0}                           | r = 0 |
| Bobylev und Steklow siehe Bobylew-Steklow-Lösung                | 2A=C                    | s1=s2=0, s3≠0                                                                 | {\displaystyle q={\dot {q}}=0}                                                                                               |
| Otto Staude siehe Staude-Drehung                                | beliebig                | beliebig                                                                      | {\displaystyle {\vec {\omega }}=\Omega {\hat {e}}_{z}} {\displaystyle ({\vec {\omega }}\times {\vec {L}})\cdot {\vec {s}}=0} |
| Giuseppe Grioli siehe Griolische Präzession                     | beliebig                | {\displaystyle {\frac {s_{1}}{s_{3}}}={\sqrt {\tfrac {A-B}{B-C}}}} s2=0       | Bis auf einen Freiheitsgrad eindeutig festgelegt                                                                             |

In der Tabelle sind A, B, C = θ1,2,3 die Hauptträgheitsmomente, p, q, r = ω1,2,3 die Winkelgeschwindigkeiten und s1,2,3 die (konstanten) Koordinaten des Massenmittelpunkts im Hauptachsensystem.